# Редаково
Реда́ково — микрорайон в составе Куйбышевского района города Новокузнецка Кемеровской области России. В черте города с 1932 года.

## География
Находится при реке Горбуниха.
Основные улицы — ул. Верхне-Редаково и Редаковский подъём. Также имеются улицы Донецкая, Чуйская, Тобольская, Самарская, Овражная, на месте которых изначально протекали речки.

## История
После того, как в 1927 году на 14м съезде ВКП (б) было принято решение о строительстве КМК на месте деревни Бессоново, жителей деревни начали переселять в район тогда уже существовавшей деревни Редаково, там же стали селиться и сами строители КМК. Переселенцы основали деревню Ново-Бессоново.
В начале 1930-х годов, на Соколиной горе, появляется Редаковское кладбище.
2 марта 1932 года, постановлением ВЦИК, территории Ново-Араличевского (Точилино), Ново-Бессоновского (Редаково), Ново-Горбуновского и Ново-Черноусовского обществ вошли в состав Новокузнецка.
4 декабря 1934 года Редаково входит в состав Привокзального райсовета Новокузнецка, а 19 мая 1941 года Привокзальный район был объединен с Куйбышевским районом.

## Инфраструктура
В поселке находится завод металлических изделий, раньше была пилорама.

### Шахты
В 1940 заработала шахта «Редаково». В 1942 году началось строительство шахты «Редаковская». Все шахты в районе тогда принадлежали тресту «Куйбышевуголь». Также, в 1950 году, в районе работала шахта «Редаково-Южная».

## Транспорт
По Редаково следует автобус № 51 от ост. «Вокзал» до ост. «Редаково», также автобус № 153 (пригородный) до пос. Пушкино, летом есть городской № 153с до Редаковских садов. С 1961 г. до 2008 г. проходил трамвай в сторону посёлка Точилино.

#### Железная дорога
До лета 2011 года существовала ветка на пилораму со станции Новокузнецк. В связи со строительством Южного выезда Новокузнецка линию решили демонтировать. Остался лишь тупик около Школы № 1 для заезда на Хладокомбинат. В 2018 году железнодорожные пути полностью демонтированы.